# Non compos mentis
Non compos mentis és una frase legal llatina que es tradueix com a "de ment no sana": nōn ("no") prefixant i negant "compos mentis", que significa "tenir el control de la pròpia ment". Aquesta frase es va utilitzar per primera vegada en la llei anglesa del segle xiii per descriure les persones afectades per la bogeria, la pèrdua de memòria o la pèrdua de la capacitat de raonar.

## Ús
L'estatus de non compos mentis s'aplicava a aquells que no estaven bojos des del naixement, però ho van arribar a ser més tard a la vida sense culpa seva. Els béns i interessos d'aquesta persona podrien ser compromesos amb una altra part per conservar-los i administrar-los durant la seva bogeria. La seva culpabilitat criminal també era limitada, excepte en casos d'alta traïció. Això contrastava 1) amb els "boigs naturals" que estaven bojos des del naixement i els interessos patrimonials dels quals passaven a la corona, i 2) amb els borratxos habituals, que no podien reclamar cap defensa de la bogeria.

## Enjudiciament per suïcidi
Non compos mentis i felo de se (la paraula llatina per "autoassassinat") presentaven dos veredictes diferents en el cas de suïcidi. En la decisió d'un jurat, el difunt que fos estigmatitzat com a felo de se seria exclòs de l'enterrament en terreny sagrat i passaria el seu patrimoni a la Corona, mentre que aquestes penes no s'aplicarien al difunt afirmat non compos mentis.
El suïcidi va ser un crim greu a Anglaterra durant l'època Tudor i a l'inici dels Stuart i es va considerar una forma d'assassinat; un pecat no només als ulls de l'Església sinó també definit pel dret penal. L'estat d'ànim dels assassins en el moment en què van cometre el fet fatal era crucial. Per ser jutjat culpable d'"auto-assassinat", calia tenir el seny. Els homes i les dones que es suïcidaven quan sent bojos o mentalment incompetents eren considerats innocents. El veredicte el feia un jurat. La pena per suïcidi a Anglaterra es va originar en el món antic i va evolucionar gradualment cap a la seva forma moderna ; lleis i costums similars existien a moltes parts d'Europa. Provinent de les creences primitives, el ritual de castigar el suïcidi, provenia de la noció de que el suïcidi contamina i que hauria de ser portat a l'ostracisme per la comunitat de vius i morts. La severitat teològica i jurídica va augmentar a l'alta edat mitjana. El teòleg medieval Tomàs d'Aquino va ampliar els arguments d'Agustí contra el suïcidi i hi va afegir la nova interpretació de "violació de la llei natural ". La majoria dels governs d'Europa occidental van començar a promulgar lleis per confiscar part dels béns d'un suïcidat.
Tanmateix, les actituds envers el suïcidi van canviar profundament després de 1660, arran de la revolució anglesa. Després de la guerra civil, els canvis polítics i socials, la severitat judicial i eclesiàstica van donar pas a la clemència oficial per a la majoria de les persones que es suïcidaven. Els veredictes de non compos mentis van augmentar dràsticament, i els veredictes com "felo de se" es van fer tan rars com ho havien estat dos segles abans. Tanmateix, les lleis contra el suïcidi i les sentències felo de se i non compos mentis no es van esvair fins a finals del segle xix.